# Unidos de Barreiros
O Grêmio Recreativo Escola de Samba Unidos de Barreiros é uma escola de samba de Vitória.

## História
A escola de samba Unidos de Barreiros foi fundada no dia 9 de janeiro de 1972, por José Coelho Damascena e Toninho Lobão, que se fantasiavam pelas ruas do bairro São Cristóvão, como um bloco de carnaval de bairro. Em 1982, se tornou em escola de samba, com desfiles considerados de altos e baixos..
No ano de 2008, com um enredo sobre as APAEs terminou na quinta colocação no Grupo A, equivalente à primeira divisão da cidade. No ano seguinte, ao abordar a cidade de Guarapari, conquistou a terceira colocação, sendo sua melhor colocação como escola de samba. Para 2010, a escola trouxe o carnavalesco carioca Ilvamar Magalhães e mostrará o enredo Barreiros transporta-se de passo em passo através dos tempos, terminando na 6º colocação.
No carnaval de 2011, a escola trouxe o enredo De Santas a Imperatrizes. São tantas Marias, Teresas e Leopoldinas pelo meu Brasil com um desfile que vinha ser tecnicamente perfeito, a escola teve problemas no último carro.
Para 2012 chegou-se cogitar a reedição do enredo de 2009 sobre Guarapari, mas preferiu reeditar outro samba, o de 2006, que também falava sobre outro município capixaba, Aracruz..
Em 2013, conquistou o título do Grupo de acesso, desfilando pelo Grupo Especial B, em 2014.. no ano de 2015 ia retornar ao Grupo de acesso. mas após mudanças da organização de ligas. passa a novamente desfilar entre as grandes escolas de samba capixabas.

## Segmentos

### Presidentes
| Nome                    | Mandato   | Ref.   |
| ----------------------- | --------- | ------ |
| Jadilson Damascena      | ?-2012    |        |
| Marcus Matoso           | 2012      | [ 10 ] |
| Jadilson Damascena      | 2013-2017 | [ 11 ] |
| Reginaldo do Nascimento | 2018      | [ 12 ] |
| Jadilson Damascena      | 2019      |        |

### Diretores
| Ano       | Diretor de Carnaval  | Diretor de Harmonia  | Mestre de Bateria          | Ref.   |
| --------- | -------------------- | -------------------- | -------------------------- | ------ |
| 2009-2010 | Reginaldo Nascimento |                      |                            |        |
| 2012      | Edmundo Ailor        | Fabio Correia        | Rony Rodrigues             | [ 13 ] |
| 2017      | Elimario Francisco   | Reginaldo Nascimento | [ 11 ]                     |        |
| 2018      | Comissão             | Luiz Felipe Costa    | Igor Melo e Rony Rodrigues | [ 12 ] |
| 2019      | Luiz Felipe Costa    | Luiz Felipe Costa    | Rodrigo Có                 |        |

### Coreógrafo

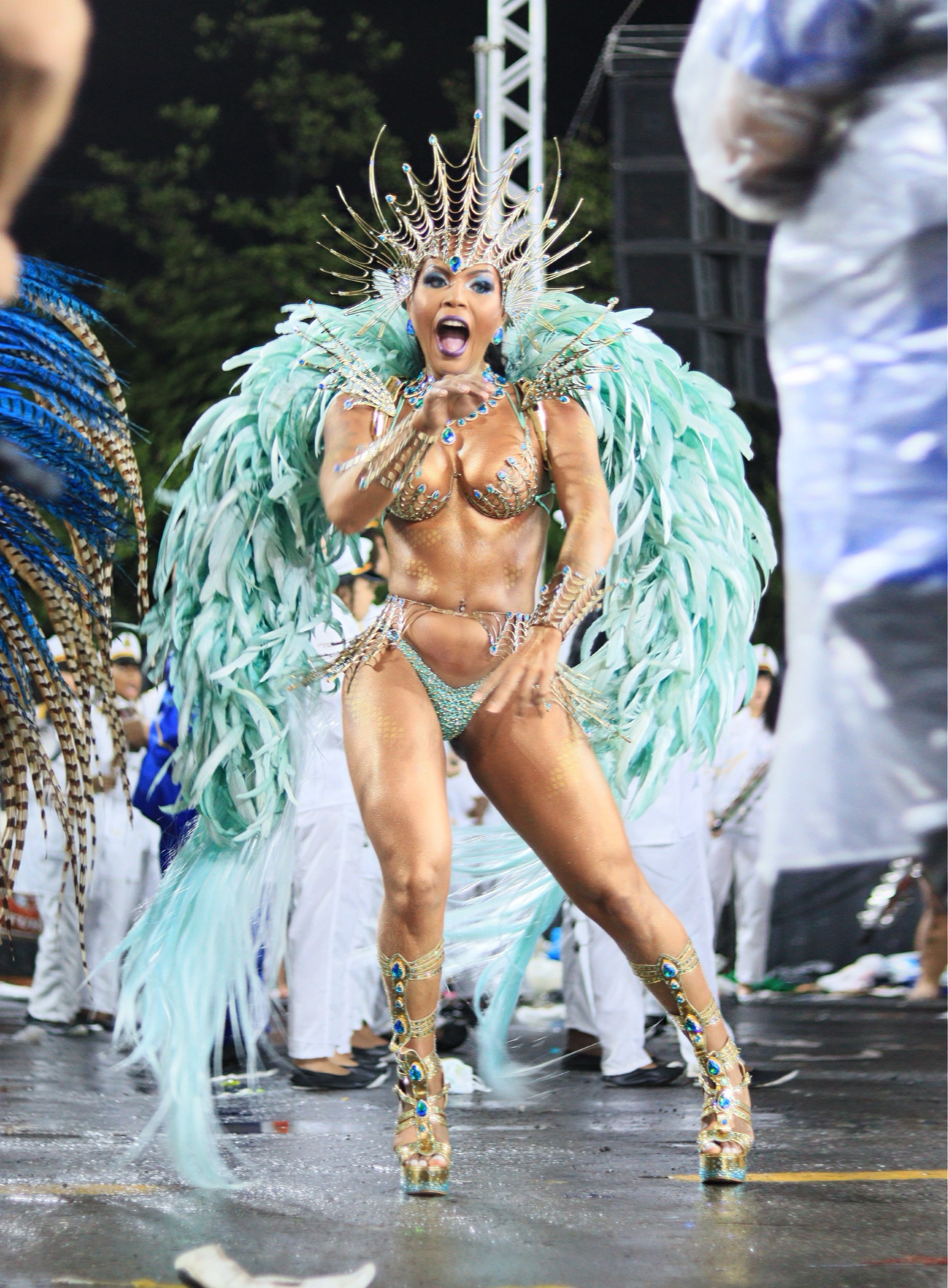
A atual rainha de bateria do Unidos de Barreiros, Tatyanna Neves representando uma Sereia no desfile de 2024.

| Período   | Nome              | Ref.   |
| --------- | ----------------- | ------ |
| 2014-2015 | Saulo Bucci       | [ 14 ] |
| 2017      | Djavan Ferreira   | [ 11 ] |
| 2018      | Jerdam            | [ 12 ] |
| 2019      | Mattheus Ferreira |        |

### Corte da Bateria
| Período         | Rainha             | Madrinha          | Rei              |        |
| --------------- | ------------------ | ----------------- | ---------------- | ------ |
| 2014            | Fabíola Monteiro   | Luziane Siqueira  | -                |        |
| 2015-2016       | Fabíola Monteiro   | -                 | -                |        |
| 2017            | Gerusa Bacelar     | Thaysa Andrade    | -                | [ 11 ] |
| 2018            | Thaysa Andrade     | -                 | -                |        |
| 2019            | Thamires Ferreira  | -                 | -                |        |
| 2020            | Fernanda Marangoni | Barbara Marangoni | Danilo Marombado |        |
| 2021-2022       | Fernanda Marangoni | -                 | Yohji Leão       |        |
| 2023-Atualmente | Tatyanna Neves     | -                 | Yohji Leão       |        |

## Carnavais
| Ano | Colocação | Grupo | Enredo | Carnavalesco | Intérprete | Ref.                 |
| --- | --- | --- | --- | --- | --- | -------------------- |
| 1986 | Vice-Campeã | A | Arraiá do Carnaval | | Luiz Esperidião | [ 15 ]               |
| 1987 | 10º Lugar | A | ABC do samba Compositores: Augusto Cláudio Rodrigues, Flávio & Zinho Furão. | | Luiz Esperidião | [ 15 ]               |
| Entre 1993 e 1997 não houve desfile oficial                                                                            | | | | | |                      |
| Em 1998 e 1999 a escola de samba não desfilou                                                                          | | | | | |                      |
| 2000 | Desfile não Competitivo                                                                                                | Grupo Especial | De conquistas, belezas e glórias, eu amo Vitória Compositores: Claudio Ferreira, João Carlos e Zinho Furão. | Comissão de Carnaval                                                                                                   | Lambari | [ 1 ] [ 16 ]         |
| 2001 | Desfile não Competitivo                                                                                                | Grupo Especial | Da escravidão de ontem à humilhação de hoje compositores: Claudio Ferreira. | | Lambari | [ 1 ]                |
| 2002 | 8º Lugar | Grupo Especial | Hélio Dórea – gente bacana compositores: Lourival das Neves, Lauro e Zinho Furão. | | Lambari | [ 1 ]                |
| 2003 | 8º Lugar | Grupo Especial | Barreiros canta a Grande Maruípe Compositor: Lourival das Neves. | | Lambari | [ 1 ]                |
| 2004 | 8º Lugar | Grupo Especial | J. Sisters, "J" de jeitinho brasileiro Compositor: Cláudio Ferreira e Flávio. | | Lambari | [ 1 ]                |
| 2005 | 9º Lugar | Grupo Especial | História, sonho, esperança e realidade. O Barreiros é só felicidade Compositores: Lourival das Neves, Costa Pereira, Vágner e Kiko do Cavaco.                                                                                                 | | Lambari | [ 1 ]                |
| 2006 | Campeã | Acesso | Barreiros canta a cultura das terras de Aracruz Compositores: Luiz Carlos Costa Pereira, Maneco e Marxson do Cavaco | | Marquinho Gente Bamba                                                                                                  | [ 13 ] [ 17 ] [ 1 ]  |
| 2007 | 6º Lugar | Grupo Especial | A Nobre Arte de Salvar Vidas Compositores: Attílio Juffo, Elias e Lourival das Neves. | | Marquinho Gente Bamba                                                                                                  | [ 1 ]                |
| 2008 | 5º Lugar | Grupo Especial | Sou Barreiros, sou APAE, Especial até no Carnaval Compositores: Washington Ponto Zero, Marquinho Gente Bamba e Maneco. | | Marquinho Gente Bamba                                                                                                  | [ 1 ]                |
| 2009 | 3º Lugar | Grupo Especial | Guarapari, o paraíso é aqui Compositores: Marquinho Gente Bamba, Attilio Juffo, Arildo Duarte e Maneco. | Paulo Balbino | Marquinho Gente Bamba                                                                                                  | [ 3 ]                |
| 2010 | 6º Lugar | Grupo Especial | Barreiros transporta-se de passo em passo através dos tempos Marquinho Gente Bamba, Attilio, Maneco, Arildo, Zinho e Whashington. | Ilvamar Magalhães | Marquinho Gente Bamba                                                                                                  | [ 5 ]                |
| 2011 | 5º Lugar | Grupo Especial | De Santas a Imperatrizes. São tantas Marias, Teresas e Leopoldinas pelo meu Brasil Compositores: Ito Melodia, Gugu e Marquinhos da Ilha. | Alex Santiago | Ito Melodia | [ 6 ]                |
| 2012 | 10º Lugar | Grupo Especial | Barreiros canta a cultura das terras de Aracruz (reedição de 2006) | Alex Santiago | Henrique Pelé | [ 18 ] [ 19 ] [ 13 ] |
| 2013 | Campeã | Acesso | Qual é sua beleza? A minha é natural | Alex Santiago | Henrique Pelé | [ 9 ]                |
| 2014 | 4º Lugar | Especial B | Amor de mãe pra filho, pra eternidade Compositores: Júnior Caprichosos, Lico, MC Niel e EBA | Alex Santiago | Yury Freitas | [ 20 ]               |
| 2015 | 5º Lugar | Especial B | Eu pulso a cidade que corre em minhas veias – Cariacica Compositores: edmundo aylor, sergio anderson e junior caprichosos | Alex Santiago | Kaike Sant'Anna | [ 21 ]               |
| 2016 | 6º Lugar | Grupo Especial | Um sonho,de um sonho do Poeta. É Martinho lá da Vila! Compositores: Tunico da Vila, Roberth Melodia, Wagner Mariano, Rafael Mikaiá, Lourival das Neves, Marquinho Gente Bamba, Leo Pereira, Kel do Cavaco e Thiago Meiners.                   | Alex Santiago | Kaike Sant'Anna |                      |
| 2017 | 5º Lugar | Acesso A | Uganda, a pérola da África Compositores: Thiago Tarlher, André Filosofia, Leandrinho LV, Nando do Cavaco, Leandro Batas, Vinydacor, Marcelinho Simplicidade, Diley Machado.                                                                   | Alexandre Casotti | Neno Bahia | [ 11 ]               |
| 2018 | 7º Lugar | Acesso A | Se Deus é Brasileiro… É Capixaba e pintou Piúma! Compositores: Thiago Tarlher, Nando do Cavaco, Leanndrinho LV, Rafael Babu, Leandro Batas, André Filosofia, Juninho Zuacao, Marcinho Diola, Marcelinho Simplicidade e Douglas Alves Coutinho | Barbarah Vianna | Josimar Correa | [ 12 ]               |
| 2019 | 6º Lugar | Acesso A | É tempo de amar... Compositores: Thiago Tarlher, Diley Machado, André Filosofia, Xandinho Nocera, Leandrinho LV, Nando do Cavavo, Lico e Rafael Babu.                                                                                         | Simão Pedro | Vinícius Moraes |                      |
| 2020 | 7º Lugar | Acesso A | A Magia do Tempo compositores: Diley Machado, Thiago Tarlher, André Filosofia, Nando do Cavaco, Leanndrinho LV, André Ricardo, Tuca Maia e Marcinho Diola.                                                                                    | Douglas Palluzzo | Junior Oliveira |                      |
| Inicialmente adiados para o mês de julho, os desfiles do Carnaval 2021 foram cancelados devido a pandemia de Covid-19. | Inicialmente adiados para o mês de julho, os desfiles do Carnaval 2021 foram cancelados devido a pandemia de Covid-19. | Inicialmente adiados para o mês de julho, os desfiles do Carnaval 2021 foram cancelados devido a pandemia de Covid-19. | Inicialmente adiados para o mês de julho, os desfiles do Carnaval 2021 foram cancelados devido a pandemia de Covid-19. | Inicialmente adiados para o mês de julho, os desfiles do Carnaval 2021 foram cancelados devido a pandemia de Covid-19. | Inicialmente adiados para o mês de julho, os desfiles do Carnaval 2021 foram cancelados devido a pandemia de Covid-19. | [ 22 ]               |
| 2022 | Campeã | Acesso B | Nzinga, Guerreiras, Rainhas Negras | Douglas Palluzzo | Yury Freitas | [ 23 ]               |
| 2023 | 6º Lugar | Acesso A | Sou Negro, Sou Raça, Sou Brasil! Eis A História de Nossos Ancestrais, os Filhos de Afra! Compositores: Yury Freitas, João Machado e Felipe Viana                                                                                              | Nelson Costa | Yury Freitas | [ 24 ]               |
| 2024 | 7º Lugar | Acesso A | Guarapari, o paraíso é aqui (Reedição de 2009) | Mestre Reginaldo e Jadilson Damascena                                                                                  | Yury Freitas |                      |
| 2025 | 4º Lugar | Acesso B | A Voz do Negro Ecoa Pelo Ar Compositores: Tuninho Azevedo, Girão, Neyzinho do Cavaco, Edmundo Aylor & Sergio Anderson. | Wallace Veiga | Yury Freitas |                      |

## Títulos
| Títulos da Unidos de Barreiros | Títulos da Unidos de Barreiros | Títulos da Unidos de Barreiros | Títulos da Unidos de Barreiros | Títulos da Unidos de Barreiros |
| Divisão                        | Divisão                        | Títulos                        | Carnavais                      | Referências                    |
| ------------------------------ | ------------------------------ | ------------------------------ | ------------------------------ | ------------------------------ |
|                                | Segunda Divisão                | 2                              | 2006 e 2013                    |                                |
|                                | Terceira Divisão               | 1                              | 2022                           |                                |